# Rete autobus di Palermo
La rete autobus di Palermo è un servizio di trasporto pubblico locale composto da 65 autolinee gestite dall'AMAT. La rete serve prevalentemente il comune di Palermo, ma diverse linee si estendono anche nei comuni di Monreale, Altofonte (solo frazione Piano Maglio), Villabate e Isola delle Femmine.

## Storia
È possibile datare le prime testimonianze di un servizio di trasporto pubblico su strada a Palermo agli anni '20 del Novecento, quando furono introdotti i primi autobus a trazione elettrica. Questi mezzi rappresentarono un grande passo avanti rispetto ai tradizionali tram e omnibus trainati da cavalli, offrendo una maggiore velocità e una capacità di trasporto superiore.
Negli anni successivi, la flotta di autobus si è ampliata gradualmente per soddisfare le crescenti esigenze di mobilità della città. Durante il periodo del dopoguerra, l'aumento demografico e urbanistico di Palermo ha reso necessaria una riorganizzazione del sistema di trasporto pubblico. Fu introdotto un sistema di linee che copriva le diverse zone della città, consentendo ai cittadini di raggiungere le varie destinazioni in modo rapido ed efficiente.
Oggi, la rete degli autobus di Palermo conta numerose linee che coprono l'intera città e le sue periferie.

## Linee attuali

### Linee ordinarie urbane
- 100 - JOHN LENNON / PARCHEGGIO ORETO
- 101 - STAZIONE CENTRALE / STADIO
- 102 - STAZIONE NOTARBARTOLO / STAZIONE CENTRALE
- 103 - JOHN LENNON / PORTA FELICE
- 104 - PARCHEGGIO BASILE / VIA DUCA DELLA VERDURA
- 106 - PARCHEGGIO EMIRI / STADIO
- 107 - STADIO / STAZIONE CENTRALE
- 108 - OSPEDALE CIVICO / POLITEAMA
- 109 - PARCHEGGIO BASILE / STAZIONE CENTRALE
- 110 - JOHN LENNON / INDIPENDENZA / Solo feriale
- 118 - PARCHEGGIO BASILE / STAZIONE NOTARBARTOLO
- 124 - PARCHEGGIO EMIRI / STAZIONE CENTRALE
- 134 - JOHN LENNON / PIAZZA XIII VITTIME

- 209 - PARCHEGGIO ORETO / FALSOMIELE
- 210 - PARCHEGGIO ORETO / VIALE DEI PICCIOTTI
- 212 - PARCHEGGIO ORETO / CROCEVERDE
- 224 - POMARA / STAZIONE CENTRALE
- 226 - STAZIONE CENTRALE / POMARA
- 230 - STAZIONE CENTRALE / VILLACIAMBRA
- 234 - STAZIONE CENTRALE / MEDAGLIE D'ORO
- 237 - PARCHEGGIO ORETO / STAZIONE CENTRALE
- 241 - PARCHEGGIO ORETO / FALSOMIELE
- 243 - STAZIONE CENTRALE / FALSOMIELE
- 246 - OSPEDALE CIVICO / STAZIONE CENTRALE

- 304 - INDIPENDENZA / VILLA TASCA
- 307 - PARCHEGGIO BASILE / BORGO NUOVO
- 309 - PARCHEGGIO BASILE / ROCCA
- 327 - BOCCADIFALCO / INDIPENDENZA
- 364 - PARCHEGGIO BASILE / AQUINO
- 380 - PARCHEGGIO BASILE / MOLARA
- 389 - MONREALE / INDIPENDENZA

- 422 - PARCHEGGIO EMIRI / BORGO NUOVO
- 442 - PARCHEGGIO EMIRI / UDITORE
- 462 - PARCHEGGIO EMIRI / BAIDA

- 513 - JOHN LENNON / SAN GIOVANNI APOSTOLO
- 516 - JOHN LENNON / TOMMASO NATALE
- 529 - JOHN LENNON / OSPEDALE CERVELLO
- 534 - JOHN LENNON / BAIDA
- 544 - JOHN LENNON / MONDELLO

- 603 - STADIO / MONDELLO
- 614 - STADIO / MONDELLO
- 616 - STADIO / BARCARELLO
- 619 - STADIO / SAN FILIPPO NERI
- 625 - STADIO / BORGO NUOVO
- 628 - STADIO / SFERRACAVALLO / ISOLA DELLE FEMMINE
- 645 - STADIO / PARTANNA
- 675 - STADIO / OSPEDALE CERVELLO

- 704 - PIAZZA MORDINI / PALLAVICINO
- 721 - CROCI / ACQUASANTA / Solo feriale
- 731 - VERGINE MARIA / CROCI

- 806 - PIAZZA FRANCESCO CRISPI / MONDELLO - Dal 1º giugno al 15 settembre il capolinea di Mondello Torre viene arretrato in via Teti
- 812 - PIAZZA FRANCESCO CRISPI / SANTUARIO MONTE PELLEGRINO

### Linee estive
- 84 - PARCHEGGIO GALATEA / MONDELLO TORRE - Linea in vigore dal 15 giugno
- 87 - MONDELLO TORRE / PARTANNA - Linea in servizio dall'8 luglio al 15 settembre
- 88 - PUNTA BARCARELLO / PUNTA MATESE - Navetta estiva gratuita in vigore dal 15 giugno
- 606 - STADIO / MONDELLO - Linea in vigore dal 1º giugno al 15 settembre

### Linee notturne
- 101N - STAZIONE CENTRALE / STADIO - Servizio effettuato nelle notti di venerdì e sabato, in concomitanza con l'attivazione della ZTL notturna
- N1 - PIAZZA INDIPENDENZA / MONDELLO / ADDAURA
- N2 - PIAZZA INDIPENDENZA / SFERRACAVALLO / MONDELLO
- N3 - CASA DEL SOLE / GIOTTO / POLITEAMA
- N4 - STAZIONE CENTRALE / CASA DEL SOLE
- N5 - STAZIONE CENTRALE / CAMPOREALE / PARCHEGGIO EMIRI
- N6 - STAZIONE CENTRALE / FALSOMIELE / BONAGIA / CIACULLI
- N7 - STAZIONE CENTRALE / OSPEDALE CIVICO / POMARA / CORSO DEI MILLE

### Linea navetta Centro storico
- NAVETTA ARANCIONE - PORTA FELICE / PIAZZA INDIPENDENZA

## Linee soppresse
Negli anni sono state soppresse le seguenti linee:
- 85 (Mondello Galatea – Viale Venere) linea estiva;
- 86 (Mondello Torre – Addaura) linea estiva;

- 105 (Corso Calatafimi – Porta Felice) linea con poca richiesta di utenza;
- 111 (Piazzale John Lennon – Acquasanta) percorso in comune con quello effettuato dalle linee 103 e 731;
- 122 (Parcheggio Emiri – Stazione Centrale) percorso in comune con quello effettuato dalle linee 101, 106 e 124;
- 139 (Stazione Centrale – Vergine Maria) percorso in comune con quello effettuato dalle linee 107 e 731;
- 164 (Politeama – Parcheggio Francia) linea con poca richiesta di utenza e percorso in comune con quello effettuato dalla linea 704;

- 211 (Stazione Centrale – Conte Federico – Croceverde) linea con poca richiesta di utenza;
- 220 (Falsomiele – Stazione Centrale) percorso in comune con quello effettuato dalla linea 243;
- 221 (Stazione Centrale – Brancaccio) itinerario che ha tratti comuni con il percorso effettuato dalla Linea n. 1 del Tram (Roccella);
- 225 (Stazione Centrale – Acqua dei Corsari) percorso in comune con quello effettuato dalla linea 224;
- 227 (Stazione Centrale – Messina Marine – Pomara) percorso in comune con quello effettuato dalla Linea n. 1 del Tram (Roccella);
- 231 (Stazione Centrale – Pomara) percorso in comune con quello effettuato dalla linea 224 e dalla Linea n. 1 del Tram (Roccella);
- 250 (Stazione Centrale – Sperone) percorso in comune con quello effettuato dalle linee 100, 625 e dalla Linea n. 1 del Tram (Roccella);

- 305 (Parcheggio Basile – Stadio) percorso in comune con quello effettuato dalle linee 100 e 625;
- 318 (Parcheggio Basile – Stazione Centrale – Piazza Indipendenza) linea con poca richiesta di utenza e percorso in comune con quello effettuato dalle linee 108 e 246;
- 339 (Parcheggio Basile – Mezzomonreale) percorso in comune con quello effettuato dalla linea 307;
- 365 (Parcheggio Basile – Molara) percorso in comune con quello effettuato dalla linea 364, ma che è stata soppressa a seguito di esito negativo del sopralluogo effettuato con i tecnici dell'Ufficio traffico dell'AC e del competente Ufficio Regionale della Mobilità;
- 368 (Parcheggio Basile – Falsomiele – Bonagia) percorso in comune con quello effettuato dalle linee 100 e 234;

- 417 (Camporeale – Perpignano) linea con poca richiesta di utenza;
- 440 (Parcheggio Emiri – Boccadifalco) percorso in comune con quello effettuato dalla linea 327;
- 475 (Politeama – Camporeale – Parcheggio Emiri) percorso in comune con quello effettuato dalle linee 106 e 124;

- 501 (Piazzale John Lennon – Borgo Nuovo) tratti del percorso in comune con quello effettuato dalle Linee n. 2 e 3 del Tram (Leonardo da Vinci);
- 540 (Piazzale John Lennon – Viale Michelangelo – San Giovanni Apostolo) percorso in comune con quello effettuato dalla Linea n. 3 del Tram (Calatafimi);
- 548 (Piazzale John Lennon – Bonagia – Borgo Ulivia – Falsomiele) percorso in comune con quello effettuato dalla linea 100;

- 612 (Stadio – Santuario Monte Pellegrino) linea istituita in sostituzione della 812, poi soppressa;
- 615 (Stadio – Mondello – Partanna) percorso in comune con quello effettuato dalle linee 614 e 616;
- 644 (Stadio – San Lorenzo) linea con poca richiesta di utenza;
- 662 (Stadio – San Filippo Neri) percorso in comune con quello effettuato dalla linea 619;
- 677 (Stadio – Mondello) percorso in comune con quello effettuato dalla linea 614;

- 702 (Borgo Nuovo – Croci) percorso in comune con quello effettuato dalla Linea n. 2 del Tram (Leonardo da Vinci);

- 824 (Politeama – Sant'Erasmo) percorso in comune con quello effettuato dalle linee 107 e 224;
- 833 (Politeama – Addaura – Mondello) linea poco funzionale in quanto programmata con una frequenza molto bassa (85 minuti) e percorso in comune con quello effettuato dalle linee 603 e 731;
- 837 (Politeama – Villaggio Ruffini) linea poco funzionale in quanto programmata con una frequenza molto bassa (70 minuti) e percorso in comune con quello effettuato dalle linee 544 e 704;

- 906 (Corso Calatafimi – Molara) linea con poca richiesta di utenza e con difficoltà di transito dei bus;
- 907 (Borgo Nuovo – Mezzomonreale) linea con poca richiesta di utenza, poi sostituita dalla linea 307;
- 923 (Boccadifalco – Baida) linea con poca richiesta di utenza e con difficoltà di transito dei bus;
- 936 (Sferracavallo – Mondello) linea poco funzionale in quanto programmata con una frequenza molto bassa (70 minuti) e percorso in comune con quello effettuato dalle linee 603, 614 e 628;
- 961 (Pallavicino – San Filippo Neri) linea con poca richiesta di utenza;
- 971 (Stazione Centrale – Bonagia) linea con poca richiesta di utenza, con difficoltà di transito dei bus e percorso in comune con quello effettuato dalle linee 230, 237 e 243;
- 978 (Borgo Nuovo – Ospedale Cervello) linea con poca richiesta di utenza, con difficoltà di transito dei bus e percorso in comune con quello effettuato dalle linee 529, 625, 645 e dalla Linea n. 2 del Tram (Leonardo da Vinci).

Linee notturne
- N1 (Casa del Sole – Ex Notturno 1);
- N2 (Via Ducrot – Ex Notturno 2);
- N11 Palermo sud – Circolare;
- N12 Palermo nord – Circolare;
- N21 (Stazione Centrale – Brancaccio);
- N22 (Stazione Centrale – Villa Ciambra – Ciaculli).

Navette
- Navetta Ospedale Civico;
- Navetta Gialla (Stazione Centrale) – Circolare Centro storico;
- Navetta Verde (Piazza Indipendenza – Porta Felice);
- Express (Parcheggio Basile – Piazza Indipendenza);
- H2 (Uditore – Borgo Nuovo – Camporeale).